# كيرن كان
كيرن كان (بالإنجليزية: Kieran Kane)‏ هو مغن مؤلف وموسيقي أمريكي، ولد في 7 أكتوبر 1949 في كوينز في الولايات المتحدة.

## وصلات خارجية
- كيرن كان على موقع ميوزك برينز (الإنجليزية)
- كيرن كان على موقع أول ميوزيك (الإنجليزية)
- كيرن كان على موقع ديسكوغز (الإنجليزية)